# چاه گربه
چاه گربه، روستایی از توابع شهر انارک در استان اصفهان ایران است. آب این روستا توسط قنات تأمین می‌شود. وجود قلعه‌ای قدیمی در این روستا حکایت از رونق آن در دورانی نه چندان دور دارد. از اعم محصولات آن انار بادام پسته و صیفی جات است. چاه گربه در دامنه کوهی مرتفع به همین نام قرار دارد.

## جمعیت
این روستا در ۲۲ کیلومتری انارک قرار دارد و براساس سرشماری مرکز آمار ایران در سال ۱۳۸۵، جمعیت آن زیر سه خانوار بوده‌است.